# Мінус один
| Мінус один      | |
| Країна          | Україна |
| Місто           | Київ |
| Роки активності | 1999 - нині |
| Склад команди   | Володимир Островський (капітан), Ольга Дубінська, Олександр Мудрий, Костянтин Науменко, Антон Саввін, Євген Спектор, Кирило Михайлов, Олена Краснікова |
| Колишні гравці  | Дмитро Гіленко (засновник команди), Антон Єганов(екс-капітан), Едуард Голуб (екс-капітан)                                                              |

«Мінус один» — українська команда з інтелектуальних ігор з міста Києва.
Дворазовий чемпіон України зі «Що? Де? Коли?», шестиразовий володар Кубка України, триразовий володар Олімпійського Кубка України, володар Національного Кубка України, дворазовий чемпіон України з брейн-рингу, одинадцятиразовий переможець Чемпіонату Києва, триразовий фіналіст Чемпіонату світу зі «Що? Де? Коли?». В 2019 році команда була переможцем усіх 4 головних турнірів України зі «Що? Де? Коли?». На останньому Чемпіонаті світу команда посіла 4 місце, поступившись у перестрілці за бронзу росіянам. Також у команди є кілька десятків перемог на різних міжнародних турнірах: серед них перемога на Чемпіонаті світу з гри Хамса та перемога у турнірі з брейн-рингу на Всесвітніх іграх знавців.

## Історія
Команду було засновано 1999 року (з того часу склад команди оновився повністю). 2001 року команда була бронзовим призером чемпіонату Києва, а у 2004 році здобула бронзу Кубку України. У 2008 році команда виграла Першу Лігу України й вже наступного року виграла бронзові нагороди Вищої Ліги. Команда стала відомою тим, що за час з 2008 по 2015 роки 6 разів здобувала бронзу Чемпіонату України. Своєрідне «бронзове прокляття» було подолане сріблом 2016 року, а у 2017 році команда вперше стала Чемпіоном України, повторивши згодом своє досягнення й у 2019 році. Більш вдало складається гра на Кубку України: у період з 2014 по 2020 роки команда 6 разів виграла Кубок України. У 2014 році на фестивалі інтелектуальних ігор «Знатокіада», команда зайняла 3 місце у Загальному відкритому турнірі та перемогла у турнірі з гри Хамса. Також за цей час команда виграла 3 Олімпійські кубки України, Національний кубок України та 2 рази виграє чемпіонат України з брейн-рингу  . У чемпіонаті Києва команда є рекордсменом, вигравши золото 11 разів за останні 17 років.   
Як збірна України, команда вигравала срібло Олімпійського кубка країн зі «Що? Де? Коли?» (Кишинів) та чемпіонат світу з гри Хамса (Баку), а також турнір з брейн-рингу Всесвітніх ігор знавців (Брно, Чехія). Також у команди є кілька десятків перемог на міжнародних синхронних турнірах.
Команда 5 разів потрапляла на Чемпіонат світу зі «Що? Де? Коли?» і 3 рази виходила у фінал. Кілька виступів запам'ятались своїм драматизмом: у 2019 році після останнього питання Чемпіонату світу команда була на 3 місці і вже почала отримувати вітання з бронзою, проте після рішення апеляційного журі команду наздогнала російська команда. Згідно з регламентом відбулася перестрілка за 3 місце, яку українці програли. У фіналі Чемпіонату світу 2013 року команда на середині дистанції захопила лідерство, одразу після чого провалила наступний тур, відкотившись з першого на підсумкове шосте місце.  

## Склад
Станом на 2022 рік: Володимир Островський (капітан), Ольга Дубінська, Олександр Мудрий, Костянтин Науменко, Антон Саввін, Євген Спектор, Кирило Михайлов, Олена Краснікова.
Колишні гравці: Дмитро Гіленко (засновник команди), Антон Єганов (екс-капітан), Едуард Голуб (екс-капітан).